# Richard R. Ernst
Richard Robert Ernst (sinh ngày 14.8.1933 - mất ngày 4.6.2021), là nhà hóa lý người Thụy Sĩ đã đoạt Giải Nobel Hóa học năm 1991.

## Cuộc đời và Sự nghiệp
Ernst đậu bằng kỹ sư hóa học năm 1957 và bằng tiến sĩ hóa lý năm 1962 đều ở ETH Zürich. Từ năm 1963 tới 1968 ông là nhà nghiên cứu hóa học ở Công ty Varian Associates tại thành phố Palo Alto, California.
Năm 1966, khi làm việc chung với một đồng nghiệp người Mỹ, Ernst đã phát hiện ra rằng độ nhạy của kỹ thuật cộng hưởng từ hạt nhân (cho đến nay chỉ giới hạn trong việc phân tích số ít hạt nhân) có thể được tăng lên đáng kể bằng cách thay thế các sóng vô tuyến quét chậm thường được dùng trong quang phổ cộng hưởng từ hạt nhân thời đó bằng các xung ngắn cường độ cao. Khám phá của ông đã cho phép phân tích nhiều loại hạt nhân hơn và các số vật liệu nhỏ hơn.
Năm 1968 ông trở về Thụy Sĩ để giảng dạy ở trường đại học mà ông đã tốt nghiệp. Năm 1970 ông làm giáo sư phụ tá và tới năm 1976 ông làm giáo sư.
Đóng góp quan trọng thứ nhì của ông vào lãnh vực "phổ học cộng hưởng từ hạt nhân" là một kỹ thuật cho phép một độ phân giải cao, nghiên cứu "hai chiều" các phân tử lớn hơn so với trước đây mà quang phổ cộng hưởng từ hạt nhân đã đạt được.
Với các cải tiến của Ernst, các nhà khoa học đã có thể xác định cấu trúc 3 chiều của các hợp chất hữu cơ và vô cơ và các đại phân tử sinh học như các protein; để nghiên cứu sự tương tác giữa các phân tử sinh học và các chất khác như các ion kim loại, nước, và thuốc; để xác định các loại hóa chất, và để nghiên cứu tỷ lệ của các phản ứng hóa học.
Ông được trao Giải Nobel Hóa học cho công trình đóng góp của ông vào việc phát triển phổ học cộng hưởng từ hạt nhân biến đổi Fourier và sau đó việc phát triển kỹ thuật "cộng hưởng từ hạt nhân" đa chiều. Các ứng dụng nền tảng của cộng hưởng từ hạt nhân cả trong hóa học (phổ học cộng hưởng từ hạt nhân) và y học.(chụp cộng hưởng từ)

## Giải thưởng và Vinh dự
- Giải Nobel Hóa học năm 1991
- Giải Wolf về Hóa học năm 1991
- Giải Louisa Gross Horwitz năm 1991
- Tiến sĩ danh dự của các trường École Polytechnique Fédérale de Lausanne, Đại học Kỹ thuật München, Đại học Babeș-Bolyai (Romania), Đại học Zürich, Đại học Antwerp, Đại học Montpellier
- Viện sĩ nước ngoài của Viện Hàn lâm Khoa học Bangladesh [2]
- Viện sĩ Viện Hàn lâm Khoa học Đức Leopoldina
- Viện sĩ Viện Hàn lâm Khoa học Nga
- Viện sĩ Viện Hàn lâm Khoa học quốc gia Hoa Kỳ
- Hội viên nước ngoài Hội hoàng gia Luân Đôn
- Viện sĩ Viện Hàn lâm Khoa học Estonia
- Thành viên Ban Khoa học của World Knowledge Dialogue.
- Liên hoan phim Bel Air 2009 đã chiếu ra mắt cuốn phim tài liệu về Ernst tên là Science Plus Dharma Equals Social Responsibility, do Carlo Burton sản xuất, quay tại thành phố quê hương của Ernst tại Thụy Sĩ.[3]